# Río Bolshói Chojrak
El río Bolshói Chojrak (del ruso: Большой Чохрак) es un río del krai de Krasnodar y la república de Adiguesia, en Rusia, uno de los constituyente del río Chojrak, afluente Labá, de la cuenca del Kubán.

## Curso
Tiene una longitud de 40 km y una cuenca de 94.9 km². Nace 4.5 km al noroeste de Benokovo (44°25′26″N 40°37′12″E / 44.42389, 40.62000), en el krai de Krasnodar. Discurre en dirección norte, torciéndose en su curso superior ligeramente el nordeste y en el inferior al noroeste. En parte de su recorrido es frontera entre el krai de Krasnodar y la república de Adiguesia. Atraviesa las poblaciones (de fuente a desembocadura) de Vostochni y Severni, donde confluye con el Mali Chojrak para formar el Chojrak (44°37′55″N 40°34′15″E / 44.63194, 40.57083).